# Moschee Nemėžis

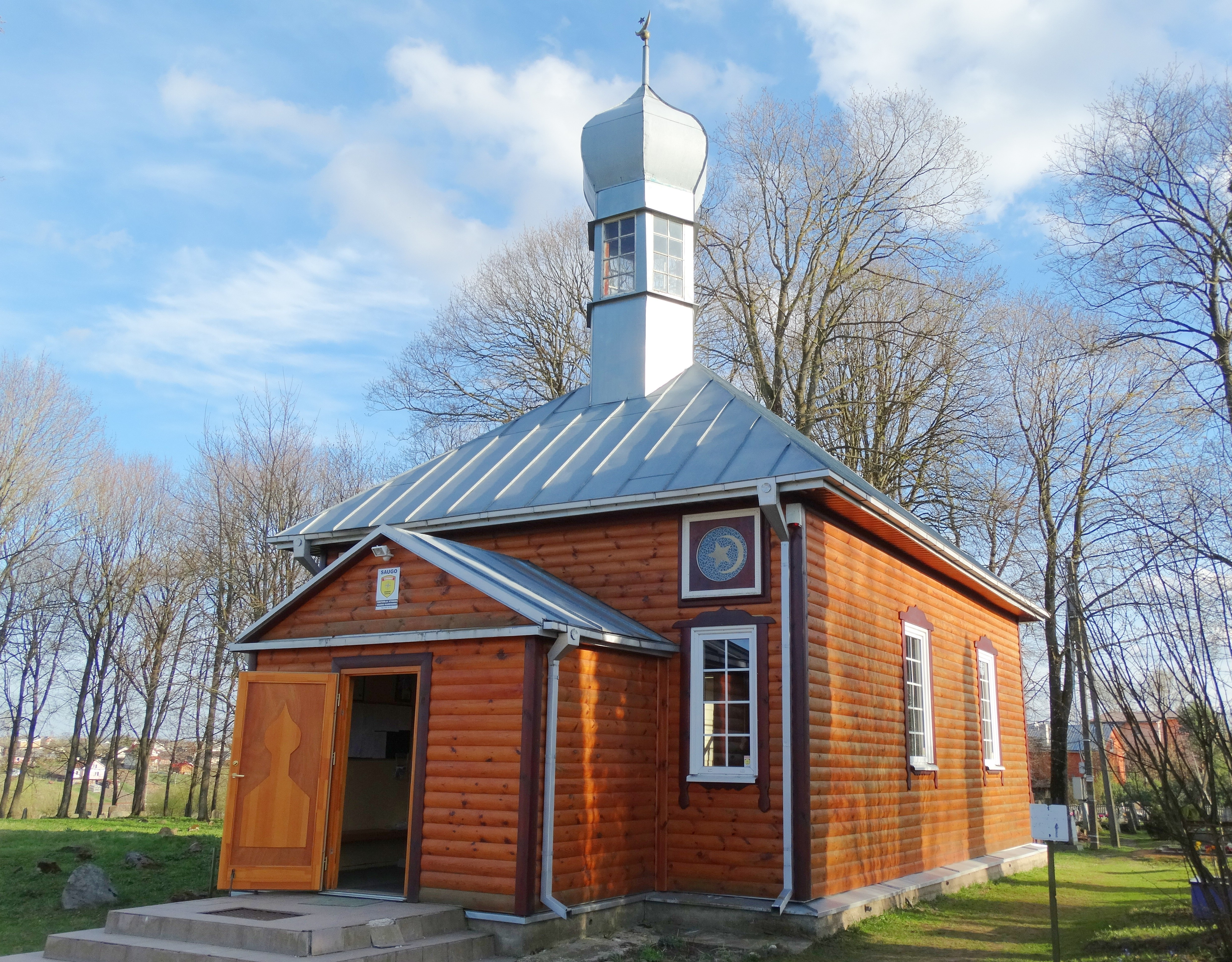
Moschee in Nemėžis

Die Moschee Nemėžis ist eine Sunniten-Moschee im Dorf Nemėžis in der Rajongemeinde Vilnius, Litauen. Sie wird von einem in Vilnius lebenden Imam geleitet, während dessen Stellvertreter in Nemėžis örtlich angesiedelt ist.

## Geschichte
1684 gab es eine hölzerne Moschee mit einem Türmchen, aber sie wurde abgebrannt. 1909 wurde die heutige Moschee errichtet. Projektautor war Ingenieur A. Sonin. In der Sowjetzeit war hier ein Lager eingerichtet. Gebete werden grundsätzlich nur freitags beim Neumond verrichtet, woran lediglich wenige Personen teilnehmen. Höherer Zuspruch ist an Festtagen gewiss. Gelegentlich nehmen Araber teil.